# Saint-Florent-sur-Auzonnet
Saint-Florent-sur-Auzonnet è un comune francese di 1 203 abitanti situato nel dipartimento del Gard, nella regione dell'Occitania.

## Storia

### Simboli
Questo stemma è stato attributo d'ufficio alla parrocchia di Saint-Florent per volere del re Louis XIV ed è rappresentato nell'Armorial Général de France del 1696.

## Società

### Evoluzione demografica
Abitanti censiti